# 雅罗斯拉娃·塞德拉奇科娃
雅罗斯拉娃·塞德拉奇科娃（捷克語：Jaroslava Sedláčková，1946年6月21日—），捷克女子竞技体操运动员。她曾代表捷克斯洛伐克参加1964年夏季奥林匹克运动会体操比赛，获得女子团体全能银牌。